# Liste der Biografien/Steino
Liste der Biografien |
Portal Biografien |
Personensuche
# |
A |
B |
C |
D |
E |
F |
G |
H |
I |
J |
K |
L |
M |
N |
O |
P |
Q |
R |
S |
T |
U |
V |
W |
X |
Y |
Z |
?
 
Sa |
Sb |
Sc |
Sd |
Se |
Sf |
Sg |
Sh |
Si |
Sj |
Sk |
Sl |
Sm |
Sn |
So |
Sp |
Sq |
Sr |
Ss |
St |
Su |
Sv |
Sw |
Sy |
Sz
 
Sta |
Ste |
Sth |
Sti |
Stj |
Stl |
Sto |
Str |
Sts |
Stt |
Stu |
Stv |
Stw |
Sty
 
Stea |
Steb |
Stec |
Sted |
Stee |
Stef |
Steg |
Steh |
Stei |
Stej |
Stek |
Stel |
Stem |
Sten |
Steo |
Step |
Ster |
Stes |
Stet |
Steu |
Stev |
Stew |
Stey |
Stez
 
Steib |
Steic |
Steid |
Steie |
Steif |
Steig |
Steij |
Steik |
Steil |
Steim |
Stein |
Steio |
Steir |
Steis |
Steit |
Steiw |
Steix
 
Steina |
Steinb |
Steinc |
Steind |
Steine |
Steinf |
Steing |
Steinh |
Steini |
Steink |
Steinl |
Steinm |
Steinn |
Steino |
Steinp |
Steinr |
Steins |
Steint |
Steinu |
Steinv |
Steinw
Die Liste der Biografien führt alle Personen auf, die in der deutschsprachigen Wikipedia einen Artikel haben. Dieses ist eine Teilliste mit 6 Einträgen von Personen, deren Namen mit den Buchstaben „Steino“ beginnt.

## Steino

### Steinoc
- Steinocher, Karl (1920–2013), österreichischer Politiker (SPÖ), Landtagsabgeordneter, Mitglied des Bundesrates
- Steinocher, Michael (* 1983), österreichischer FilmschauspielerMichael Steinocher (* 1983)

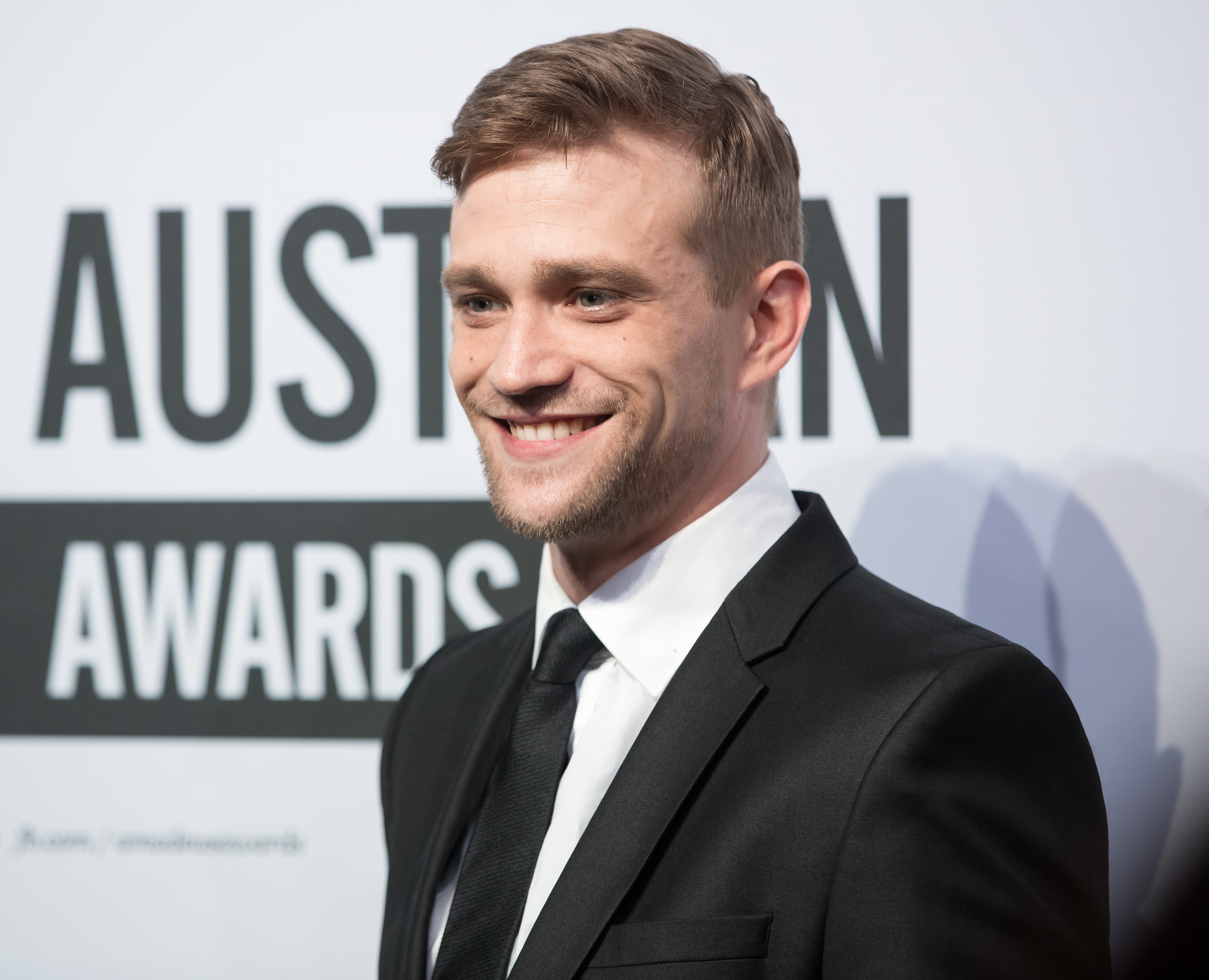
Michael Steinocher (* 1983)

### Steinoh
- Steinohrt, Ingeborg (1917–1994), deutsche Bildhauerin und Illustratorin

### Steinor
- Steinore, Michael (1902–1961), US-amerikanischer Tontechniker und Spezialeffektkünstler
- Steinorth, Karl (1931–2000), deutscher Jurist, Photograph und Kulturmanager
- Steinorth, Petra (* 1983), deutsche Wirtschaftswissenschaftlerin